# Bad Gastein
Bad Gastein [baːt ɡasˈtaɪ̯n], von 1906 bis 1996 Badgastein, ist ein Kur- und Wintersportort mit 4009 Einwohnern (Stand 1. Jänner 2025) im Gasteinertal in Österreich. Bad Gastein gehört zu den Gemeinden des Nationalparks Hohe Tauern und liegt am Fuß des Graukogels. Neben den Kuranwendungen bietet das Tal Gelegenheit zu Erholung und Sport während des ganzen Jahres.

## Geografie

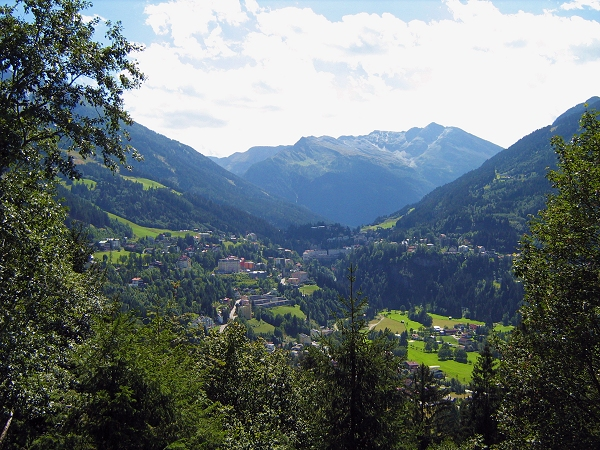
Bad Gastein am Fuße der Hohen Tauern, Blick auf das Radhausbergmassiv

Eine Besonderheit ist die Lage des Zentrums, das an den Steilhängen um den Wasserfall entstanden ist und sich durch sehr steile und enge Gassen kennzeichnet. An diesen Klippen wurden platzsparend mehrstöckige Häuser errichtet, sodass das Erscheinungsbild der Ortschaft an eine Stadt erinnert („Wolkenkratzerdorf“). Der Höhenunterschied des Ortes zwischen Quellpark und Bahnhof beträgt ca. 80 Höhenmeter. Es ist möglich, durch die Benutzung des Parkhausliftes (elf Stockwerke) einen Teil der Höhendifferenz vom Ortskern zum Bahnhofsgelände zu überwinden.
Durch die Gemeinde fließt die Gasteiner Ache. Zu deren Nebenbächen in Bad Gastein zählen der Anlaufbach, der Kötschachbach und der Palfner Bach. Gebirgsseen in Bad Gastein mit einer Fläche von über einem Hektar sind, absteigend nach Größe gereiht, der Untere Bockhartsee, der Palfner See, der Reedsee, der Obere Hörkarsee, der Gamskarlsee, der Obere Bockhartsee, der Untere Hörkarsee, der Knappenbäudlsee, der Sparangerkeessee, der Kreuzkogelsee, der Tischlerkarsee und der Woisgensee. Jeweils unter einem Hektar groß sind der Große Tauernsee, der Windschursee, der Obere Bärmoossee, der Kühkarsee, der Untere Bärmoossee, der Kleine Palfner See und der Grasleitensee.

### Gemeindegliederung
Das Gemeindegebiet umfasst die Katastralgemeinden Badgastein, Böckstein sowie Remsach und die Ortschaft Bad Gastein. Zu den Ortsteilen von Bad Gastein gehören Anlauftal, Badberg, Badbruck, Bad Gastein, Böckstein, Hinterschneeberg, Hirschau, Kötschachdorf, Kötschachtal, Patschgsiedlung, Pyrkershöhe, Remsach und Sportgastein.
Bis Ende 2002 gehörte die Gemeinde zum Gerichtsbezirk Gastein, seit 2003 ist sie Teil des Gerichtsbezirks Sankt Johann im Pongau.

### Nachbargemeinden
| Bad Hofgastein | Großarl                                     | Hüttschlag |
| Rauris (ZE)    | Kompassrose, die auf Nachbargemeinden zeigt | Malta (SP) |
| Flattach (SP)  | Mallnitz (SP)                               |            |

### Klima
|                        | Jan  | Feb  | Mär  | Apr  | Mai  | Jun  | Jul  | Aug  | Sep  | Okt  | Nov  | Dez  |   |      |
| Mittl. Temperatur (°C) | −3,8 | −2,4 | 1,3  | 5,3  | 10,2 | 13,0 | 14,9 | 14,3 | 10,7 | 6,7  | 1,1  | −2,7 | ⌀ | 5,8  |
| Mittl. Tagesmax. (°C)  | 0,8  | 3,1  | 7,0  | 11,3 | 16,7 | 19,3 | 21,6 | 20,9 | 17,1 | 13,0 | 5,7  | 1,2  | ⌀ | 11,5 |
| Mittl. Tagesmin. (°C)  | −7,2 | −6,3 | −2,8 | 0,9  | 5,2  | 8,0  | 10,0 | 9,7  | 6,4  | 2,7  | −2,0 | −5,8 | ⌀ | 1,6  |
|                        |      |      |      |      |      |      |      |      |      |      |      |      |   |      |
| Niederschlag (mm)      | 51   | 46   | 69   | 76   | 110  | 154  | 174  | 154  | 116  | 97   | 86   | 62   | Σ | 1195 |
|                        |      |      |      |      |      |      |      |      |      |      |      |      |   |      |
| Luftfeuchtigkeit (%)   | 70,7 | 57,5 | 52,2 | 47,2 | 46,6 | 50,9 | 51,8 | 53,6 | 54,2 | 55,7 | 68,8 | 77,0 | ⌀ | 57,2 |

| −7,2 |

| −6,3 |

| −2,8 |

| 0,9 |

| 5,2 |

| 8,0 |

| 10,0 |

| 9,7 |

| 6,4 |

| 2,7 |

| −2,0 |

| −5,8 |

| −7,2 |

| −6,3 |

| −2,8 |

| 0,9 |

| 5,2 |

| 8,0 |

| 10,0 |

| 9,7 |

| 6,4 |

| 2,7 |

| −2,0 |

| −5,8 |

## Geschichte

### Ortsname
Der Ort hieß in den letzten Jahrhunderten Wildbad bzw. Wildbad Gastein. Von 1906 bis 1996 hieß die Gemeinde Badgastein. Mit 1. Jänner 1997 wurde die Schreibweise auf Bad Gastein festgelegt. Der Name „Gastein“ geht auf zwei indogermanische Wurzeln zurück und bedeutet entweder „grauer Fluss“ oder „gischtender Fluss“. Das älteste noch vorhandene Dokument mit der Namensform „Gastuna“ findet sich 963 in einer Urkunde der Edlen Rosmuot.

### Badeanlagen und Kurbetrieb
Am Anfang waren die Badeanlagen Gemeinschaftsbäder, in denen sich die Badegäste mit Frühstück und Brettspielen die Zeit vertrieben. Für die erfolgreichen Badekuren des Mittelalters waren lange Badezeiten und auch die allgemein übliche lange Kurdauer von sechs Wochen erforderlich. Auch der Gasteiner Heilstollen soll im Rahmen der Radonbalneologie natürliche Hilfe bei rheumatischen Erkrankungen bieten.
Im Mittelalter verbreitete sich die Kunde von der Heilkraft der Gasteiner Thermen. Trotz der damals primitiven Bademöglichkeiten und Unterkünfte nahmen Fürsten und hohe Herren weite und beschwerliche Reisen zu den Thermalquellen auf sich. Das Thermalwasser wurde in offenen Holzrinnen von den Quellen zu den Gasthäusern geleitet, später in hölzernen Brunnenrohren. In das benachbarte Bad Hofgastein wurde das Heilwasser mittels Fässern und Pferdegespannen gebracht, bevor 1830 eine Thermalwasserleitung gebaut wurde.

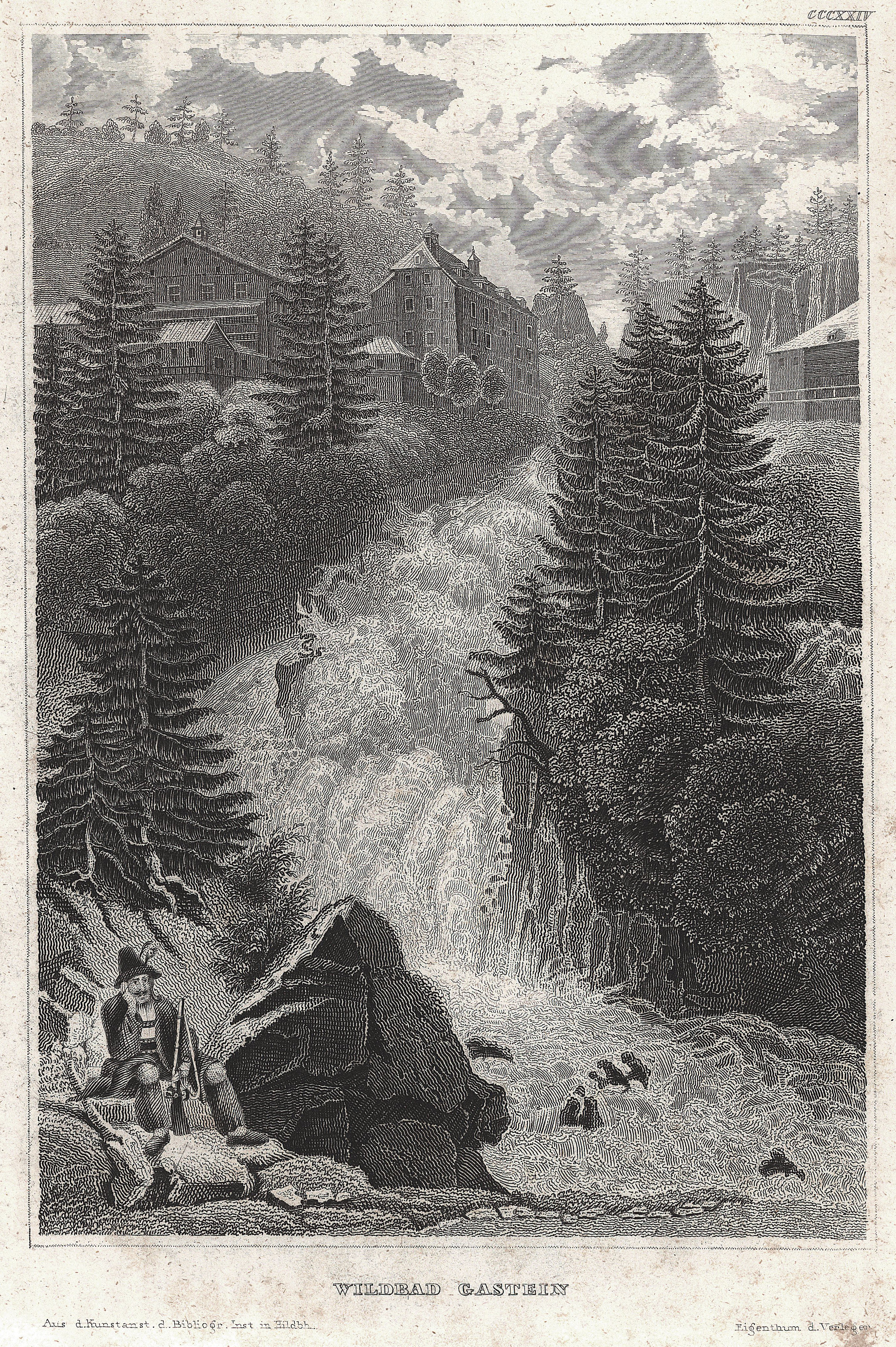
Ansicht auf einem Stahlstich von 1840

### Gasteiner Konvention
Am 14. August 1865 wurde in Bad Gastein zwischen Österreich und Preußen die Gasteiner Konvention beschlossen, die das Kondominium über die infolge des Deutsch-Dänischen Krieges 1864 erworbenen Herzogtümer Schleswig (preußisch verwaltet) und Holstein (österreichisch verwaltet) regelte.
Kaiser Wilhelm I. und Otto von Bismarck hatten auch späterhin eine Vorliebe für den Kurort.
Österreichs größtes Heilbad wurde auch später noch bei Rheuma, Gelenks- und Alterskrankheiten sowie Durchblutungsstörungen aufgesucht.

### Bergbau
Im Ortsteil Böckstein lag das Zentrum des Goldbergbaus in den Hohen Tauern. Wichtigster Goldlieferant war zu allen Zeiten der Radhausberg. Im Jahr 1557 wurden aus Gastein und Rauris 830 kg Gold und das Dreifache an Silber in den salzburgischen Silberhandel (Ankaufsmonopol des Landesherren) eingeliefert. Der Bergbau auf Edelmetalle wurde 1616 verstaatlicht. Diese nun als „ärarisch“ bezeichnete Betriebsperiode dauerte bis 1865/1868.
Nach der Stilllegung durch den Staat übernahmen Privatinvestoren den Bergbau und gründeten die Erste Gewerkschaft Radhausberg, die bis 1904/1905 dauerte. Dann interessierte sich der Schweizer Tunnelbauer Karl Imhof (1873–1944) für den Bergbau, fand in dem Schweizer Tabakproduzenten Fritz Mayer einen Financier und rief die Zweite Gesellschaft Radhausberg ins Leben.
Der wirtschaftliche Erfolg blieb gering. Von 1926 bis Herbst 1937 ruhte der Produktionsbetrieb. Nach einem kurzen Engagement des englischen Edron-Trusts betrieb ab Ende März 1938 die deutsche Bergbaufirma Preußag den Bergbau; diese erzielte zwar keine Erfolge, sorgte aber für die Entstehung des heutigen Gasteiner Heilstollens. Heute erinnern das Böcksteiner Montanmuseum und der Verein Via aurea an diese Zeit.

### Nachkriegsgeschichte

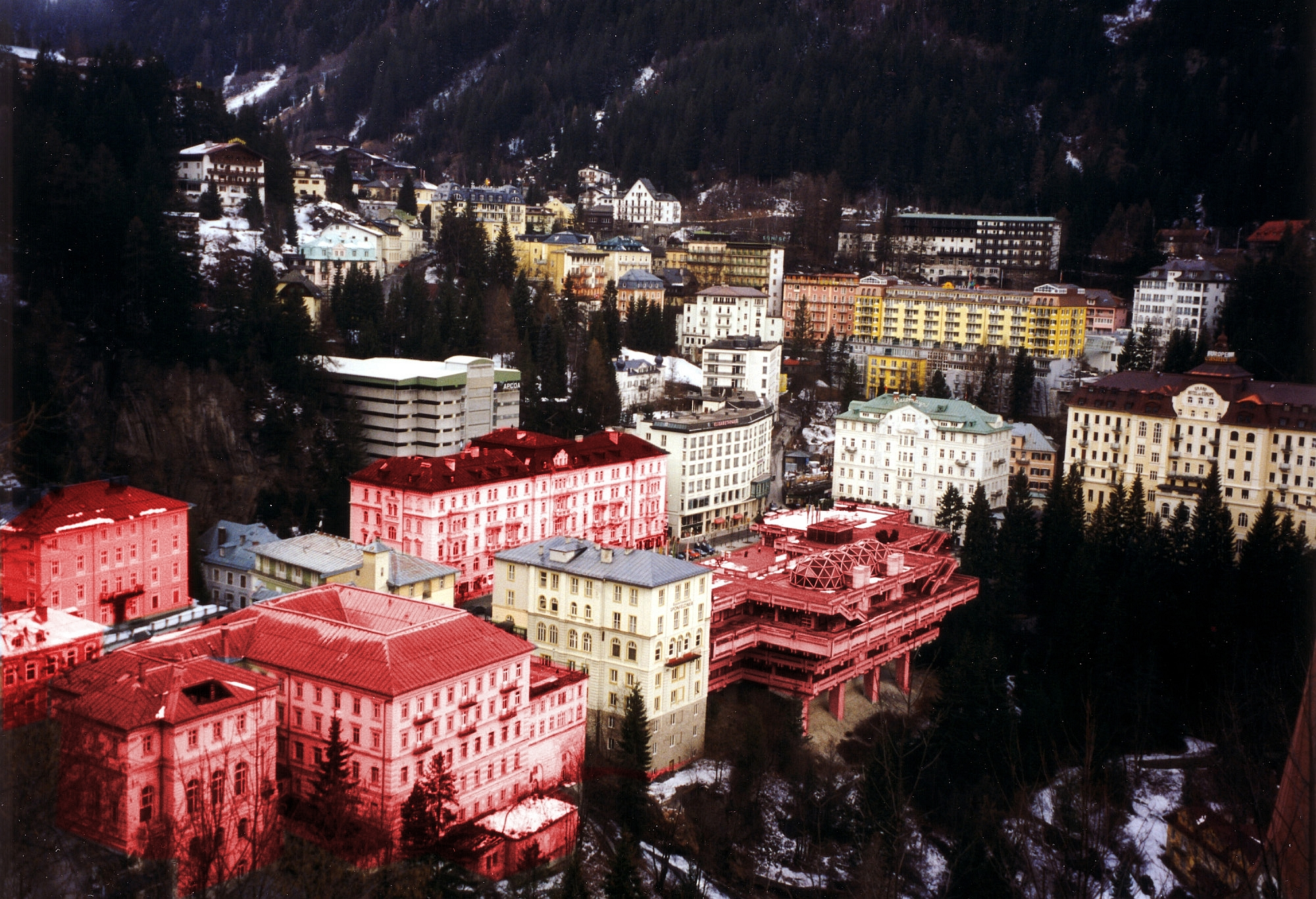
Die rot markierten Gebäude, die einen Großteil des Zentrums ausmachen, stehen seit Jahren leer (Stand 2010)

Nach dem Zweiten Weltkrieg wurde in Bad Gastein aus requirierten Hotels ein DP-Lager eingerichtet für jüdische, so genannte Displaced Persons, von denen die meisten aus dem DP-Lager auf dem Gelände des KZ Ebensee nach Bad Gastein verlegt worden waren. Das Lager, in dem zeitweise bis zu 1300 Personen lebten, wurde im März 1946 aufgelöst.
Nach dem Ersten und Zweiten Weltkrieg konnte sich Bad Gastein als mondäner Kurort gehobener Gesellschaftsschichten nicht mehr behaupten. Als Kompensation wurde ab 1946 der Wintersport-Tourismus errichtet. Des Weiteren siedelten sich durch die behauptete Heilwirkung des radonhaltigen Thermalwassers vermehrt Rehabilitationskliniken der Krankenkassen und Wellness-Hotels an.
Seit vielen Jahren verlagerte sich die touristische Infrastruktur des Ortes zunehmend vom historischen Kern hinauf zum Bahnhofsareal. Dieses ist durch die ebene Lage, die Lage an der Bundesstraße und die unmittelbare Nähe von Bergbahnstationen (Wintersport) für Touristen attraktiver und bequemer zu erreichen. Die ebenfalls dort befindliche Felsentherme, die wegen maroder Einrichtungen vor der Insolvenz stand, wurde bis November 2017 aufwändig modernisiert.
Wegen veränderter Freizeit-Gewohnheiten (die früher dominierende Sommersaison wurde durch die Wintersaison abgelöst) und völlig veralteter Gebäude (viele Hotels wurden seit den 1970er Jahren nicht mehr modernisiert und hatten unzureichende Heizmöglichkeiten) verrotteten die einstigen Belle-Époque-Herbergen zunehmend. Das Grandhotel Gasteinerhof, das lediglich drei Bäder hatte, schloss 1987.
Um 1980 renovierte der Unternehmensberater Reinhardt Stefan Tomek im Auftrag der damaligen Eigentümer das Grand Hotel de l’Europe, einst eines der größten und exklusivsten Luxushotels Europas, mit dem für ganz Bad Gastein gedachten Konzept „Das Monte Carlo der Alpen“.
Nach einer medienwirksamen Eröffnung zu Neujahr 1982 als Eurovision’s Sendung mit dem ORF und einigen erfolgreichen Jahren blieben infolge der Nuklearkatastrophe von Tschernobyl 1986 und der weltweiten Finanzkrise 1987 vermögende Gäste aus, was zur Insolvenz der AG und zum erneuten Dornröschenschlaf Bad Gasteins durch weitere Leerstände im Zentrum führte. Die von Tomek begründete Wohnungseigentümergemeinschaft blieb aber aufrecht und war die Basis für einen Neubeginn. Seitdem wird das vielstöckige Haus als Apartment-Gebäude genutzt, wobei die meisten Eigentümer nur wenige Wochen im Jahr anwesend sind. Das Spielcasino zog 2015 aus.
Zwischen 2001 und 2005 erwarb der Wiener Immobilien-Unternehmer Franz Duval für insgesamt fünf Millionen Euro fünf historische Gebäude, die das Zentrum prägen (Haus Austria, Kongresshaus, Hotel Straubinger, Badeschloss, k. u. k. Postamt). Seitdem verfielen die Liegenschaften, und auch Sohn Philipp Duval, der die Anwesen 2013 erbte, legte keine Sanierungs-Pläne vor.
Allerdings teilte der Wiener Architekt Franz Wojnarowski im Februar 2017 mit, es gebe Kaufinteressenten, die wie er selbst „eine architektonische Verbindung von alter, klassizistischer Bautradition und modernen Neubauten“ anstrebten. Wojnarowski hielt damals 50 Prozent einiger Altbauten am Straubingerplatz, Philipp Duval die andere Hälfte. Duval war aber Alleineigentümer des Hauses Austria und des desolaten Kongresszentrums und hatte nach Angaben der Gemeinde „jeglichen Kontakt abgebrochen“.
Da Investitionen in die touristische Zukunft des Ortszentrums jahrelang ungewiss waren, gab es Versuche, den „Schandfleck“ übergangsweise künstlerisch zu nutzen und Gäste für den „morbiden Charme“ des Areals zu begeistern. So wird seit 2010 im Juli das Festival Sommerfrischekunst abgehalten und seit 2011 werden für einige Wochen Künstler zum Arbeiten in Ateliers im denkmalgeschützten Kraftwerk am Fuße des Wasserfalls und Wohnen in Hotels eingeladen.
Die Presse verwies in diesem Zusammenhang auf avantgardistische Performer, hochwertige Restaurants und bezeichnete Bad Gastein als „Hochburg für Kreative und Verrückte“.
Anfang November 2017 kaufte das Land Salzburg das leerstehende und stark renovierungsbedürftige historische Ensemble am Straubingerplatz mit dem Hotel Straubinger, dem Badeschloss und dem Postgebäude für sechs Millionen Euro und finanzierte eine erste, notdürftige Sanierung.
Im November 2018 wurden die Gebäude an die Münchner Hirmer-Immobiliengruppe für 7,5 Millionen Euro weiterveräußert, unter der Maßgabe spätestens drei Jahre nach Vorliegen der notwendigen Genehmigungen mindestens ein 4-Sterne superior- bzw. ein 5-Sterne-Hotel zu errichten. Ein 520 Meter langer Fußgängertunnel und ein neues Parkhaus sollten bis 2021 die Verkehrsprobleme im Zentrum lösen.
Die Übernachtungszahlen sind ungeachtet der innerörtlichen Bauruinen deutlich gestiegen. Sie lagen 2018 bei 1,2 Millionen jährlich gegenüber 850.000 im Jahr 1990. Im Februar 2019 war sogar von einer neuen „Goldgräberstimmung“ die Rede.

2023 wurden im September das Straubinger Grand Hotel und im Dezember das Lifestyle-Hotel Badeschloss wiedereröffnet.

## Politik

### Gemeinderat
| Gemeinderatswahl 2024Wahlbeteiligung: 68,4 % 6050403020100 35,7 % (−18,7 %p)29,2 % (n. k. %p)19,5 % (−6,5 %p)15,6 % (−4,1 %p) ÖVPWEISSFPÖSPÖ20192024 |

Die Gemeindevertretung hat insgesamt 21 Mitglieder.
- Mit den Gemeindevertretungs- und Bürgermeisterwahlen in Salzburg 2004 hatte die Gemeindevertretung folgende Verteilung: 12 SPÖ, 10 ÖVP, 2 ULB, und 1 FPÖ.
- Mit den Gemeindevertretungs- und Bürgermeisterwahlen in Salzburg 2009 hatte die Gemeindevertretung folgende Verteilung: 11 ÖVP, 8 SPÖ, 1 FPÖ, und 1 ULB.[18]
- Mit den Gemeindevertretungs- und Bürgermeisterwahlen in Salzburg 2014 hatte die Gemeindevertretung folgende Verteilung: 12 ÖVP, 5 SPÖ, und 4 FPÖ.[19]
- Mit den Gemeindevertretungs- und Bürgermeisterwahlen in Salzburg 2019 hatte die Gemeindevertretung folgende Verteilung: 12 ÖVP, 5 FPÖ, und 4 SPÖ.[20]
- Mit den Gemeindevertretungs- und Bürgermeisterwahlen in Salzburg 2024 hat die Gemeindevertretung folgende Verteilung: 8 ÖVP, 6 WEISS, 4 FPÖ und 3 SPÖ.[21]

### Bürgermeister
- 1936–1938 Fritz Obrutschka
- 1954–1964 Josef Pfarrmaier (SPÖ)[22]
- 1964–1974 Anton Kerschbaumer (SPÖ)[23]
- 1974–1989 Rudolf Fornather (SPÖ)[24]
- 1989–1994 Friedrich Kreuzer (FPÖ)[25]
- 1994–2004 Manfred Gruber (SPÖ)
- 2004–2024 Gerhard Steinbauer (ÖVP)[26]
- seit 2024 Norbert Ellmauer (ÖVP)[27]

### Wappen
Der stilisierte Silberkrug im Wappen ist dem Siegel des Diepold von Gastein (1327) entnommen.

## Kultur und Sehenswürdigkeiten

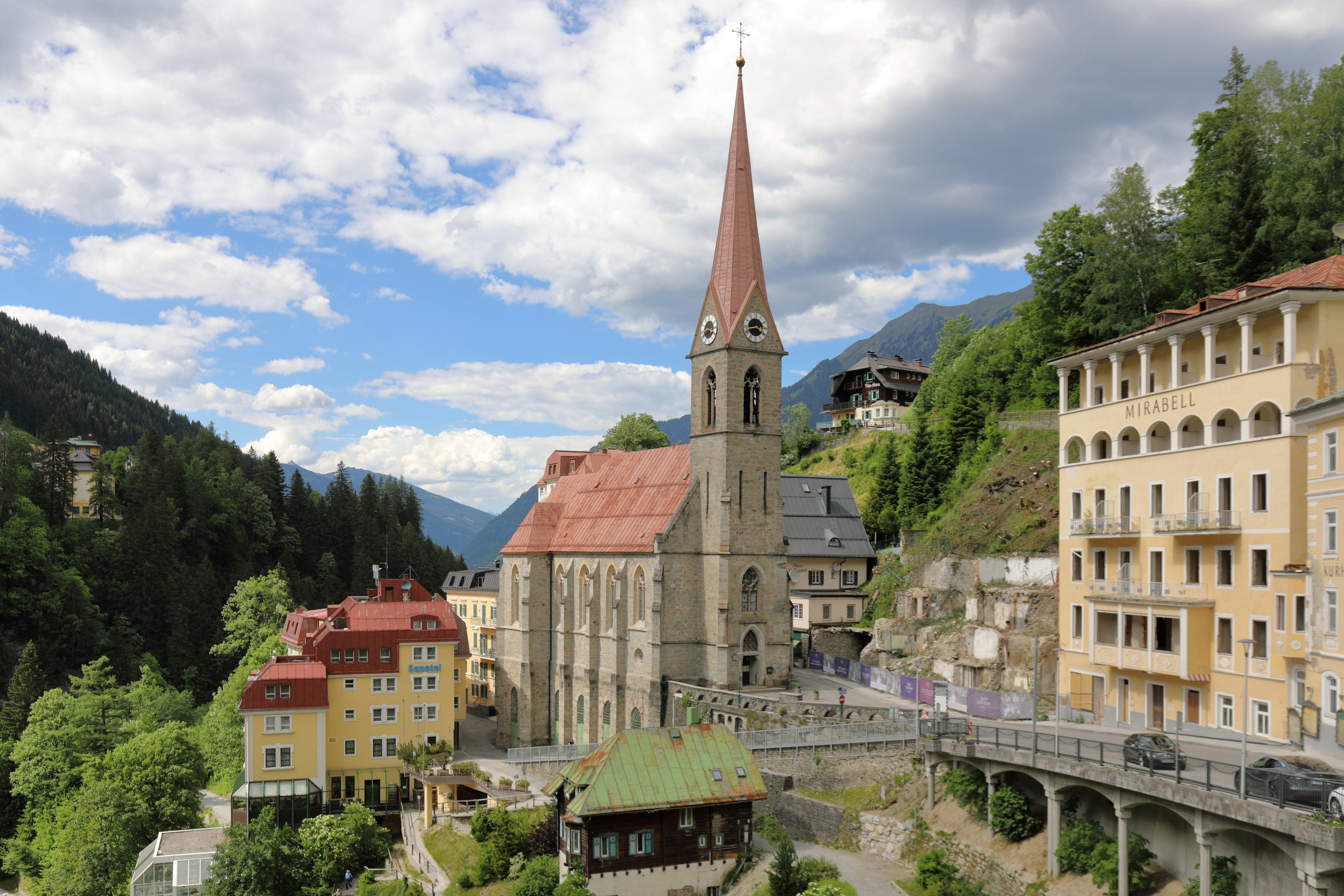
Blick auf Preimskirche, Hotel- und Kuranlagen im unteren Teil des Ortszentrums (Aufnahme: 2020)

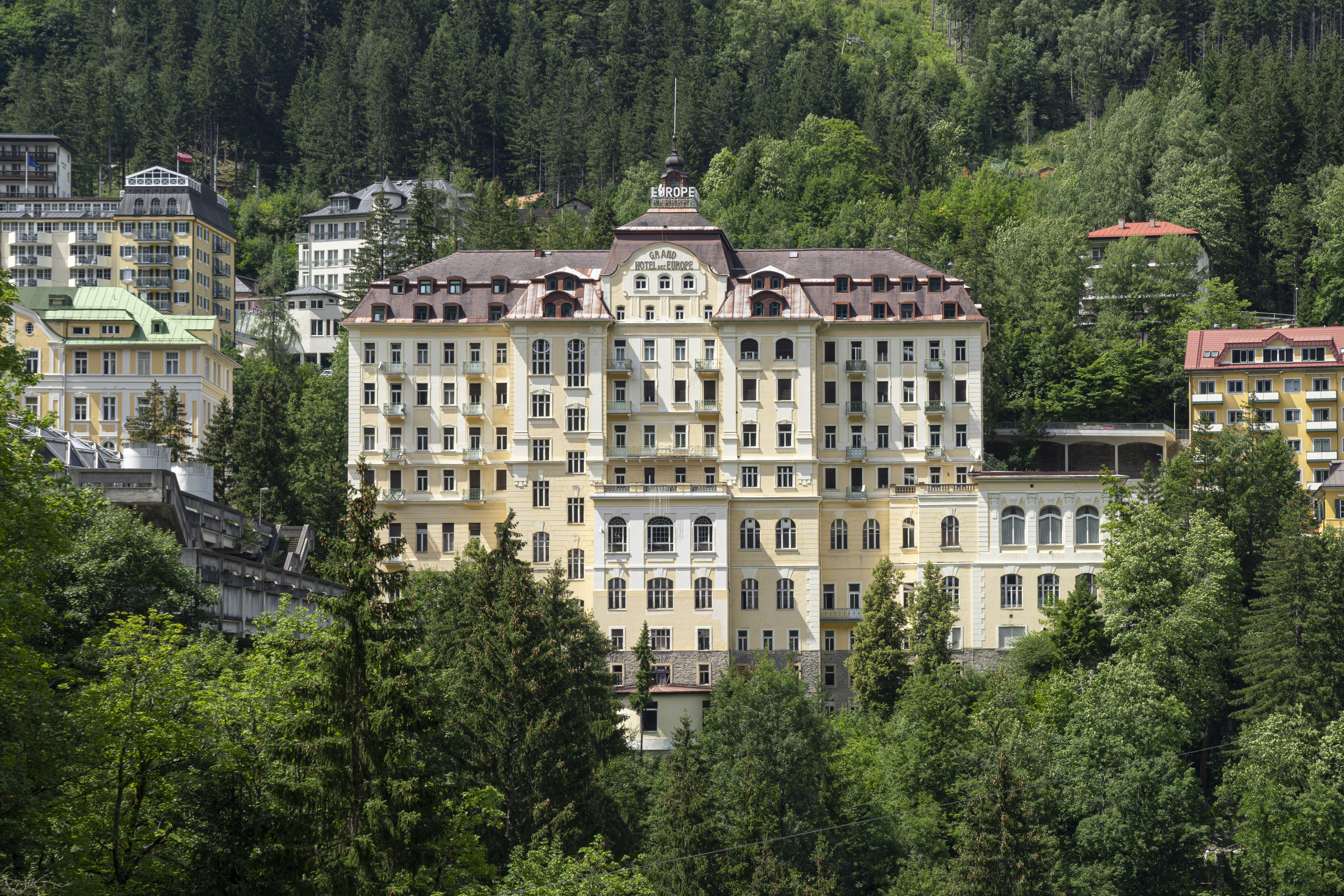
Grand Hotel de l’Europe, 2021

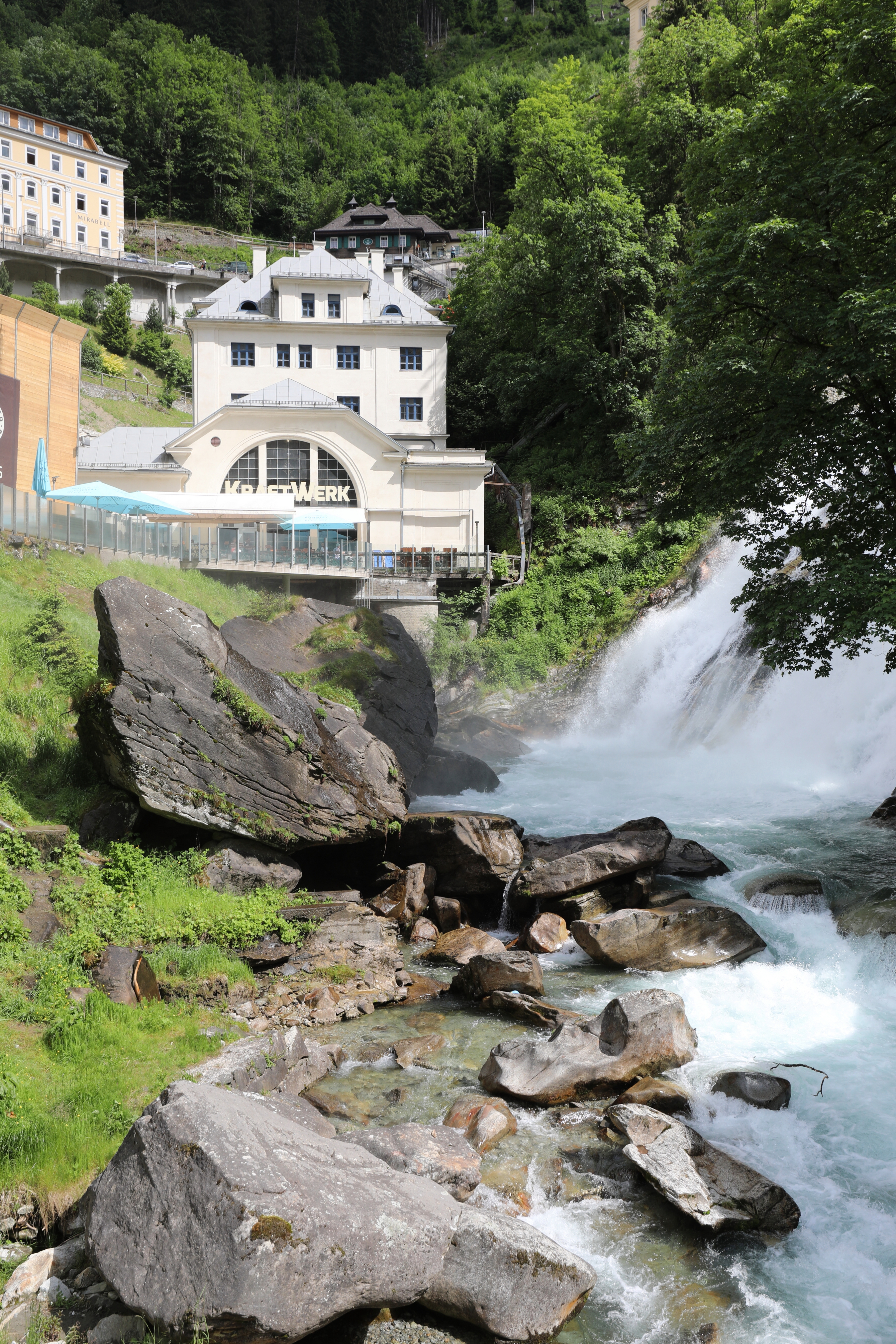
Bad Gasteiner Wasserfall mit ehemaligem Kraftwerk

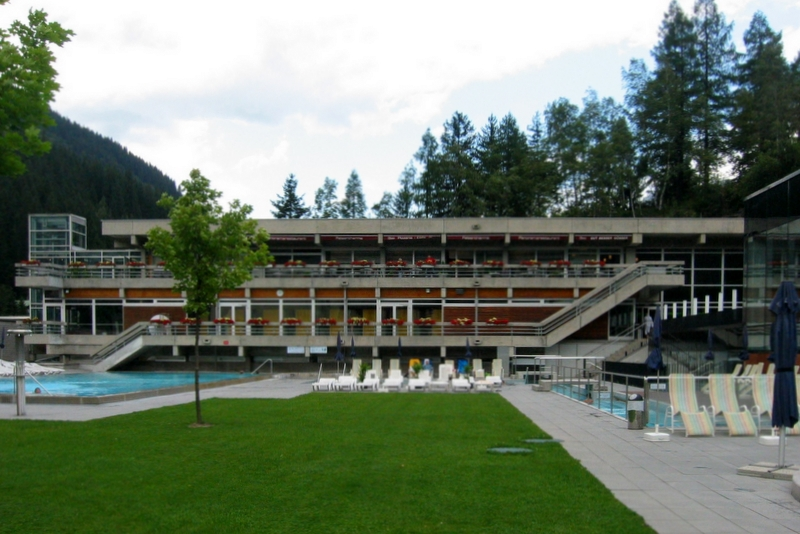
Felsentherme Bad Gastein

In Bad Gastein gibt es zahlreiche naturhistorische und architektonische Sehenswürdigkeiten. Herausragend sind die Wasserfälle im Ortszentrum und in Böckstein, die Gletschermühlen und die Hotelanlagen der Belle Époque. Geprägt wurde das architektonische Bild Bad Gasteins vor allem durch die Architekten und Baumeister Wolfgang Hagenauer, Josef Wessicken, Valentin Ceconi und Jacob Ceconi, Angelo Comini und Franz Franzmair.
- Kath. Pfarrkirche Hll. Primus und Felizian
- Evang. Christophoruskirche
- Kath. Pfarrkirche Maria, Mutter vom Guten Rat im Ortsteil Böckstein
- Kath. Filialkirche hl. Nikolaus (erbaut ca. 1380)

- Gasteiner Wasserfall: Der Wasserfall mitten im Ort gilt als Wahrzeichen und war schon Motiv vieler Maler und Dichter. Die Fallhöhe der Gasteiner Ache in drei Stufen beträgt insgesamt 341 Meter. Die durch Zerstäubung negativ ionisierte Luft ist ein wichtiges Kurmittel des Ortes.

- Grand Hotel de l’Europe: Das Hotel wurde als späthistoristischer Bau nach den Plänen des Dombaumeisters Matthäus Schlager von 1906 bis 1909 erbaut. Das Gebäude beherbergt das Gasteiner Museum und Eigentumswohnungen.
- Das Hotel Weismayr im Ortszentrum (vormals Provenchère) wurde in den Jahren 1886–1888 von Angelo Comini nach den Plänen des Architekten Josef Wessicken neu erbaut. Noch heute wird es als Hotel geführt.
- Das Hotel Straubinger liegt direkt am Gasteiner Wasserfall. Einst war es das größte Hotel im Kurort und verfügte zusammen mit seiner Dependance Hotel Austria über ca. 200 Zimmer. Das Hauptgebäude wurde von 1840 bis 1842 anstelle der 1509 errichteten Taverne am Mittereck erbaut und befand sich von 1602 bis 1980 im Besitz der Familie Straubinger. Im Hotel Straubinger wurde im Jahre 1865 die Gasteiner Konvention unterzeichnet. Eckart Witzigmann absolvierte von 1957 bis 1960 seine Kochlehre im Hotel Straubinger. Am 14. November 2018 wurde bekanntgegeben, dass das Hotel Straubinger einen neuen Investor gefunden hat, die Münchner „Hirmer-Immobilien-Gruppe“. Die Käuferseite verpflichtete sich mit dem Abtretungsvertrag zur Errichtung eines gewerblichen Hotelbetriebs in der 4-Stern-Superior oder 5-Stern-Kategorie binnen drei Jahren ab Erlangung der dazu notwendigen Genehmigungen. Damit soll sichergestellt werden, dass das historische Zentrum von Bad Gastein nicht verfällt.[28] 2023 wurde das Grand Hotel Straubinger wiedereröffnet.[29]
- Das Hotel Badeschloss, am Wasserfall gegenüber dem Hotel Straubinger gelegen, wurde von 1791 bis 1794 im Auftrag des Salzburger Fürsterzbischofs Hieronymus von Colloredo erbaut. Hier wohnte der deutsche Kaiser Wilhelm I. erstmals 1863 und dann bis 1887 jedes Jahr – außer 1866 –, wenn er sich in Bad Gastein zur Kur aufhielt. Es stand Jahrzehnte leer, bis es im Dezember 2023 wiedereröffnet wurde.[28]
- Das Haus Austria im Zentrum beherbergte das Gemeindeamt, einen öffentlichen Lesesaal, das Gasteiner Museum sowie Geschäftslokale. Das Gebäude wurde im Auftrag der Familie Straubinger erbaut und im Jahre 1898 als „Hotel Austria“ eröffnet. Bis zum Verkauf im Jahre 1939 war es dem Stammhaus „Hotel Straubinger“ angeschlossen. Im Jahr 2008 übersiedelte das Gemeindeamt; seither steht das Gebäude leer.
- Das Kongresshaus Bad Gastein ist ein imposanter Betonbau aus den 1970er Jahren im Ortszentrum. Gerhard Garstenauer erhielt für dieses Bauwerk 1975 den Architekturpreis des Landes Salzburg. Der Betrieb für Kongresse und Veranstaltungen wurde mit Jänner 2007 eingestellt, und die Mietverträge einiger Geschäftslokale wurden aufgekündigt.
- Felsentherme Bad Gastein mit Österreichischer Bauherrenpreis 1968
- Der für die k.u.k-Zeit typische Bahnhof der Tauernbahn befindet sich nahe der Talstation der Stubnerkogelbahn. Bei der Eröffnung der Tauernbahn im September 1905 empfing der damalige Bürgermeister Carl Straubinger den im Salonwagen angereisten Kaiser Franz Joseph.
- –Schloss Böckstein
- Gletschermühlen
- Das Gasteiner Museum mit seiner umfangreichen Sammlung und Informationen über die Geschichte des Ortes wurde im November 2011 im Hotel de l’Europe neu eröffnet.[30]
- Am Stubnerkogel besteht eine ganzjährig begehbare 140-Meter-Hängebrücke auf knapp 2300 m Seehöhe, die Aussichtsplattform Glocknerblick und ein Felsenweg.
- Der Gasteiner Heilstollen dient zur Therapie von rheumatischen Erkrankungen und bei chronischen Beschwerdesymptomen der Atemwege und Haut.
- Im Bad Gasteiner Thermalquellpark quillt das Thermalwasser eindrucksvoll und völlig natürlich aus dem Felsen hervor.
- Der Zirbenzauber am Graukogel ist mit seinem besonders schönen und uralten Zirbenbestand bekannt; manche Bäume sind fast 400 Jahre alt.
- Das Montanmuseum Altböckstein besteht aus einem alten Salzstadl und einem Säumerstadl. Man kann auf einer funktionstüchtigen Erzaufbereitungsanlage der Weg vom Golderz zum Gold beobachten.
- Colloredohaus Altböckstein

### Filme
Folgende Filme spielen in Bad Gastein:
- 1988 Der Spielfilm Nachsaison von Wolfram Paulus
- 2015 Der Spielfilm Das Dorf des Schweigens
- 2019 Der Krimi Die Toten von Salzburg – Mordwasser
- 2019 Der Krimi Unter anderen Umständen: Im finsteren Tal
- 2024 Der Krimi Der Geier – Die Tote mit dem falschen Leben
- 2025 Der Krimi Der Geier – Freund oder Feind

### Sport

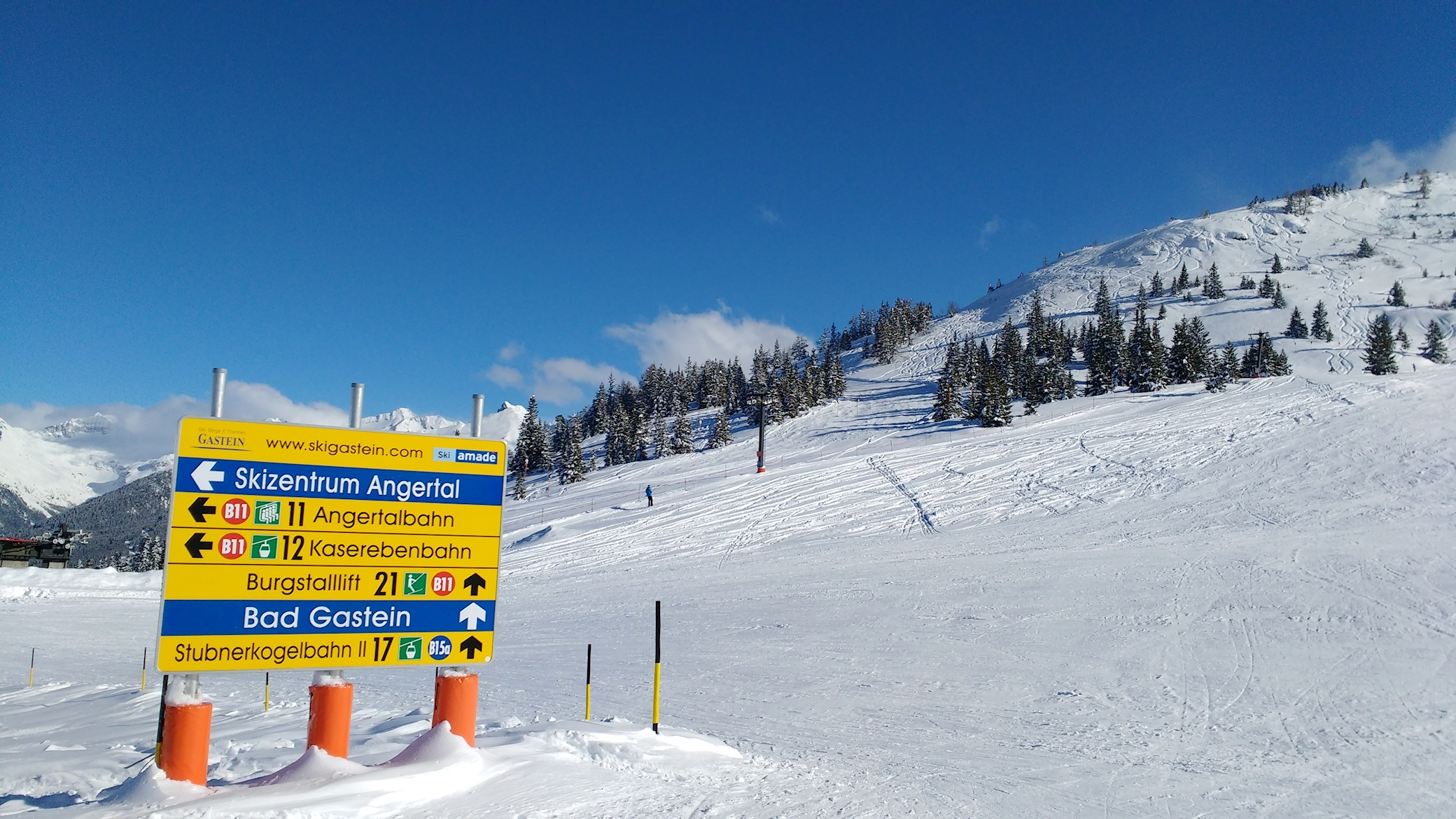
Skipiste am Stubnerkogel

- Skigebiet: Das gemeinsame Skigebiet von Bad Hofgastein und Bad Gastein, die Skischaukel Schloßalm-Angertal-Stubnerkogel, ist Teil der Skiregion Gasteinertal des Schiverbunds Ski amadé und bietet über 80 km Piste, mit gesamt 5 Seilbahnen, 7 Sessel- und 7 Schleppliften.[31][32] Mit der Stubnerkogelbahn[33] gelangt man auf den Stubnerkogel (2250 m ü. A.). Mit der Skischaukel über das Skizentrum Angertal (1175 m) erreicht man die Schlossalm (2050 m), das zentrale Skigebiet von Bad Hofgastein.

- Seit 2008 gibt es auf dem Stubnerkogel in der Stubnermulde einen Funpark (QPark Gastein), der hauptsächlich auf Anfänger und Fahrer mittleren Könnens ausgerichtet ist.
- Im südlichen Teil von Bad Gastein liegt, erreichbar über eine mautpflichtige Straße von Böckstein aus, Sportgastein im Naßfeld mit dem Skigebiet Kreuzkogel – mit einer Höhe von 2650 m zugleich das höchste und schneesicherste Skigebiet im Gasteinertal.
- Der dritte Bad Gasteiner Skiberg ist der Graukogel. Auf ihm wurden 1958 die Alpinen Skiweltmeisterschaften ausgetragen. Bis 1988 war Bad Gastein mit den Silberkrugrennen Austragungsort alpiner Skiweltcuprennen der Damen.
- Tennis: In Bad Gastein wurde von 2007 bis 2015 ein WTA-Tennisturnier der Frauen ausgetragen. Das „Nürnberger Gastein Ladies“ auf dem Gelände des Hotels Europäischer Hof war das einzige Open-Air-Turnier der WTA-Tour in Österreich.
- Golf: Bad Gastein verfügt über einen 18-Loch-Golfplatz.
- 14./15. Februar 2019 fand ein City Slopestyle-Bewerb auf den steil abfallenden Straßen des Orts statt.[34]

## Wirtschaft und Infrastruktur
Wirtschaftliche Grundlage waren und sind die 17 Thermalquellen, die am „Badberg“ (am Fuße des Graukogels) links neben dem Wasserfall gelegen, mit 40 °C bis zu 46,4 °C und einer täglichen Schüttung von ca. fünf Millionen Litern zu Tage treten.

### Tourismus
Die zweite wirtschaftliche Grundlage seit der Erschließung durch die Tauernbahn und insbesondere heute ist der ausgeprägte Fremdenverkehr, im Winter das Skifahren im alpinen Gebiet und im Sommer das Bergsteigen und Wandern.
Die Anzahl der jährlichen Übernachtungen lag in der Zeit von 2011 bis 2019 bei 1.120.000. Im Jahr 2020 ging diese Zahl (wahrscheinlich aufgrund des Ausbruchs von Covid-19) auf 713.000 zurück. Der höchste Wert liegt im Monat Februar, die Spitze im Sommer ist etwa halb so hoch, dafür dauerte die Saison länger.

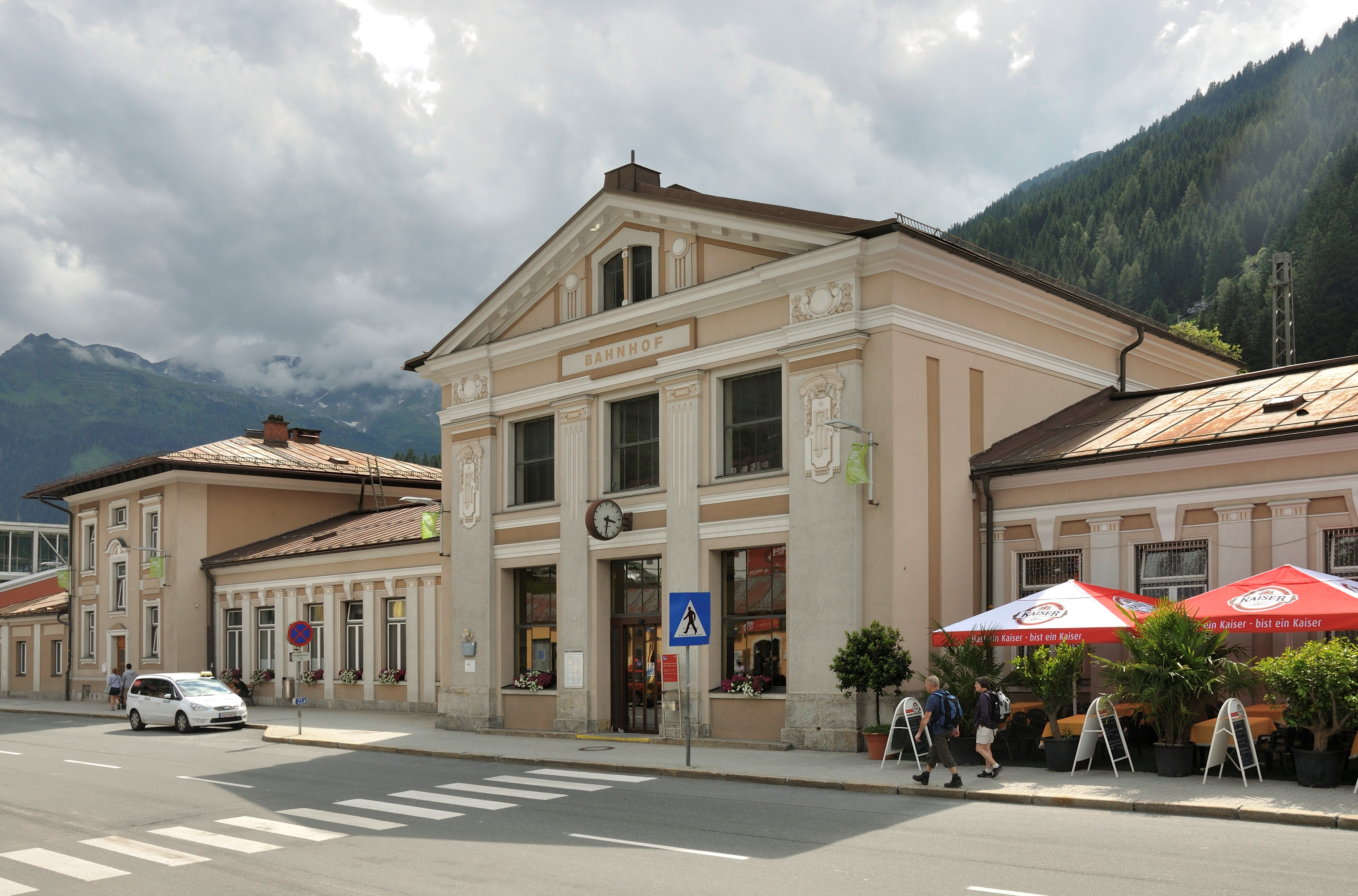
Bahnhof

### Verkehr
- Bahn: Einen Bahnanschluss erhielt Bad Gastein Anfang des 20. Jahrhunderts. 1905 wurde der Streckenabschnitt Schwarzach-St. Veit – Bad Gastein, im Juli 1909 in Anwesenheit von Kaiser Franz Joseph I. die Fortsetzung von Bad Gastein bis Spittal an der Drau eröffnet, womit die Tauernbahn fertiggestellt war. Am Bahnhof halten Eurocityzüge bzw. Railjets im Zweistundentakt.
- Bus: Der Nahverkehr wird mit Bussen innerhalb des Salzburger Verkehrsverbunds sichergestellt.
- Straße: Mit dem Auto ist Bad Gastein über die B 167 durch das Gasteinertal zu erreichen.

## Persönlichkeiten
- Josef „Sepp“ Benedikter, * 4. Juni 1911 in Bad Gastein; † 11. November 1982 in Tarzana (USA); Skiläufer und WM-Teilnehmer; Buchautor, Film-Double und Eigentümer Rebel Ridge Ski Area in Kalifornien
- Angelo Comini, * 13. September 1839 in Artegna (Friaul); † 16. Mai 1916 ebenda; bedeutendster Baumeister in der Geschichte Gasteins; baute u. a. das bekannte Hotel de l’Europe und den Kaiserhof. Führte auch Umbauten am Hotel Straubinger durch.
- Hans Eder, * 26. März 1927 in Bad Gastein; † 28. April 2008 in Qualicum Beach, BC, Kanada; Österreichischer Meister im nordischen Skisport und Olympiateilnehmer
- Franz Xaver Franzmair, * 22. Februar 1901 in Timelkam bei Vöcklabruck; † 13. Mai 1988 in Salzburg; Hotelier und Baumeister (Hotelanlagen, Felsenbad), Ehrenbürger Bad Gasteins
- Uta Franzmair, * 19. September 1935 in Bad Gastein; Schauspielerin „Uta Franz“ (Sissy-Filme 1955–1957; † 17. April 2012 in Villach)
- Gerhard Garstenauer, * 22. Jänner 1925 in Fusch; † 22. November 2016 in Salzburg; Architekt (Felsenbad, Kongresszentrum, Sport-Gastein)
- Siegfried Grabner, * 4. Februar 1975; Snowboardprofi, Ehrenbürger seit 2014
- Hermann Greinwald, * 21. Jänner 1927 in Bad Gastein; † 25. Dezember 1990 ebenda, Arzt für Allgemeinmedizin, Kurarzt, Bergrettungsarzt und Sprengelarzt in Bad Gastein.
- Fritz Gruber, * 28. Mai 1940 in Spittal an der Drau; Montan- und Lokalhistoriker für das Gasteinertal und Botaniker
- Manfred Gruber, * 1. Mai 1949 in Bad Gastein, Politiker, Bürgermeister von Bad Gastein und 2007 Präsident des Österreichischen Bundesrats
- Josef Gumpold, * 3. September 1908 in Böckstein; † 6. Dezember 1942 in Russland; Nordischer Wintersportler; WM- und Olympiateilnehmer;
- Thea Hochleitner, * 10. Juli 1925 in Bad Gastein; † 11. Mai 2012 in Kufstein; Skirennläuferin der 1950er Jahre, Teilnahme an den Olympischen Winterspielen 1956 in Cortina d’Ampezzo (Bronzemedaille im Riesentorlauf)
- S. Karl Huber, * 25. Mai 1907 in Salzburg; † 15. Jänner 1978 in Salzburg; Architekt
- Arthur Pröll, * 5. Juni 1876 in Bad Gastein; † 29. Juni 1957; Flugzeugtechnik-Ingenieur und Hochschullehrer
- Ludwig Schmidseder, * 24. August 1904 in Passau; † 21. Juni 1971 in München; Operettenkomponist, vollendete hier 1949 gemeinsam mit den Librettisten Hubert Marischka und Rudolf Österreicher die Operette „Abschiedswalzer“
- Gottfried Schneider, * 10. Juni 1948 in Bad Gastein; deutscher Violinist und Hochschullehrer
- Franz Schubert, * 31. Jänner 1797 in Wien; † 19. November 1828 ebenda; schuf nach einem Urlaub in Bad Gastein (14. August bis 4. September 1825) die „Große C-Dur-Symphonie“
- Hans Senger, * 25. Mai 1925 in Bad Gastein; † 11. Mai 2004 in Heiligenblut; Skirennläufer der 1950er Jahre, Teilnahme an den Olympischen Winterspielen 1952 in Oslo
- Karl Straubinger, * 4. August 1855 in Bad Gastein; † 19. Dezember 1924 ebenda; Hotelier, Bürgermeister (1882–1917), Ehrenbürger Bad Gasteins
- Georg Thomalla, * 14. Februar 1915 in Kattowitz (Oberschlesien); † 25. August 1999 in Starnberg (Bayern); Schauspieler, begraben in Bad Gastein
- Karl Heinrich Waggerl, * 10. Dezember 1897 in Bad Gastein; † 4. November 1973 in Schwarzach im Pongau; Schriftsteller, Ehrenbürger Bad Gasteins
- Theodor von der Wense, * 29. Jänner 1904 in Gmunden; † 18. April 1977 in Innsbruck; Mediziner und Autor mehrerer Werke zum Gasteiner Thermalwasser
- Josef Wessicken, * 10. August 1837 in Salzburg (Griesgasse); † 19. Oktober 1918 ebenda; Architekt
- Erwin Wexberg, * 12. Februar 1889 in Wien; † 10. Jänner 1957 in Washington; Individualpsychologe und Arzt (Schüler Alfred Adlers)
- Alois Windischbauer, * 8. Jänner 1846 in Wels; † 22. Jänner 1917 in Bad Gastein; Hotelier, Begründer der Windischbauer-Dynastie (Elisabethpark, Kaiserhof, Gasteinerhof, Savoy, Regina, Astoria, Söntgen)
- Elisabeth Windischbauer, verehelichte Kaltenbrunner, * 13. September 1912 in Badgastein; Skirennläuferin (WM-Teilnehmerin 1935 und 1936) und Hotelierin (Gasteinerhof)
- Eckart Witzigmann, * 4. Juli 1941 in Hohenems; aufgewachsen in Bad Gastein; Haubenkoch, ihm wurde 1994 der Titel „Koch des Jahrhunderts“ vom Gault-Millau verliehen, Ehrenbürger Bad Gasteins
- Jörg Wörther, * 8. Juli 1958 in Bad Gastein; † 15. Juli 2020; Haubenkoch
- Bernhard Zimburg, * 31. Mai 1954 in Bad Gastein; Botschafter in Algerien, Indonesien und Japan
- Heinrich Zimburg, * 18. Mai 1895 in Mährisch-Weißkirchen; † 30. März 1978 in St. Johann im Pongau; Kurdirektor (1934–1964) und Lokalhistoriker. Herausgeber der „Bad Gasteiner Badeblätter“ von 1935 bis 1970
- Maria Zittrauer, * 10. Jänner 1913 in Bad Gastein (Ortsteil Bad Bruck); † 6. Juni 1997 ebenda; Lyrikerin, Trakl-Preis-Trägerin 1952